# 科馬林 (克列梅涅茨區)
49°58′48″N 25°36′37″E / 49.98000°N 25.61028°E
科馬林（烏克蘭語：Комарин），是烏克蘭的村落，位於該國西部捷爾諾波爾州，由克列梅涅茨區負責管轄，始建於1463年，面積9.9平方公里，2001年人口499，人口密度每平方公里50.6人。